# Pendaloma otohimeae
Pendaloma otohimeae is een tweekleppigensoort uit de familie van de Periplomatidae. De wetenschappelijke naam van de soort is voor het eerst geldig gepubliceerd in 1952 door Habe.